# Patrick William
Patrick William Sá de Oliveira, noto semplicemente come Patrick William (São Leopoldo, 3 giugno 1997), è un calciatore brasiliano, difensore del Kyoto Sanga.

## Caratteristiche tecniche
È un difensore centrale.

## Palmarès

### Club

#### Competizioni statali
- Campionato Cearense: 1

Ceará: 2018